# 團體凝聚力
團體凝聚力（英語：Group cohesiveness）在當一個社會群體內的成員與另一成員建立關係，並成為一個整體時就會出現。儘管凝聚力是一個多面的過程，它可以細分成四個部分：社交關係、工作關係、感知統一以及情感。凝聚力較強的團體的成員更樂意參與、分擔和留在群體中。